# Orsinval
Orsinval is een gemeente in het Franse Noorderdepartement (regio Hauts-de-France) en telt 457 inwoners (1999). De plaats maakt deel uit van het arrondissement Avesnes-sur-Helpe.

## Geografie
De oppervlakte van Orsinval bedraagt 3,3 km², de bevolkingsdichtheid is 138,5 inwoners per km².
De onderstaande kaart toont de ligging van Orsinval met de belangrijkste infrastructuur en aangrenzende gemeenten.

## Demografie
Onderstaande figuur toont het verloop van het inwonertal (bron: INSEE-tellingen).